# 爆料世代
是一部2018年美國傳記劇情片，由傑森·瑞特曼執導，並與麥特·貝和傑·卡森共同撰寫劇本，改編自貝的2014年著作。其主演包括休·傑克曼、薇拉·法蜜嘉、J·K·西蒙斯與艾佛烈·蒙利納。故事主要描述美國民主黨總統候選人蓋瑞·哈特的崛起，以及因媒體報導他婚外情事件而殞落。
該片於2018年8月31日在特柳賴德影展上首映，並於2018年11月6日由哥倫比亞影業排在美國上映。《爆料世代》已獲得了普遍好評，其中傑克曼的表現普受讚譽。

## 劇情
故事敘述美國參議員兼民主黨總統候選人蓋瑞·哈特參與了1988年總統競選，但在此期間，意外地爆出了他與唐娜·萊斯間可恥的婚外情關係而成為了媒體關注的焦點。

## 演員
- 休·傑克曼 飾 蓋瑞·哈特（英语：Gary Hart）
- 薇拉·法蜜嘉 飾 奧拉海·「李」·哈特（Oletha "Lee" Hart）
- J·K·西蒙斯 飾 比爾·迪克森（Bill Dixon）
- 艾佛烈·蒙利納 飾 班·布萊德利
- 莎拉·派絲頓（英语：Sara Paxton） 飾 唐娜·萊斯（英语：Donna Rice Hughes）
- 艾莉·葛瑞那 飾 安·德弗羅伊（英语：Ann Devroy）

## 發行
2018年5月，索尼影視娛樂和舞台六號電影在第71屆坎城影展上獲得了《爆料世代》的美國發行權，並計劃讓其競爭熱門獎季。該片最先於2018年8月31日在特柳賴德影展上舉行全球首映，後於2018年9月8日在多倫多國際影展上放映。
《爆料世代》於2018年11月6日起在美國有限上映，成為首部在選舉日上映的電影。該片於2018年11月16日擴大上映，並於2018年11月21日在全美廣泛上映。
香港及台灣的代理片商原安排《爆料世代》在2019年2月廣泛上映，但最終因在奧斯卡大熱的民望極低，且《爆料世代》在奧斯卡金像獎中亦確認並無任何提名，最終被片商取消檔期。

## 外部連結
- 互联网电影数据库（IMDb）上《爆料世代》的资料（英文）
- 爛番茄上《爆料世代》的資料（英文）
- Metacritic上《爆料世代》的資料（英文）
- 豆瓣电影上《爆料世代》的資料 （简体中文）